# Alfonso Menéndez
Alfonso Menéndez, född 31 maj 1966, är en spansk idrottare som tog guld i bågskytte vid olympiska sommarspelen 1992.